# Lori Handeland
Lori Handeland (* 1961) ist eine US-amerikanische Autorin, die historische, zeitgenössische und paranormale Liebesromane schreibt. Sie hat zweimal den Romance Writers of America RITA Award gewonnen.

## Biographie
Handeland wollte bereits Schriftstellerin werden als sie 10 Jahre alt war. Als Erwachsene schrieb sie ihr erstes Buch in einer Zeitspanne von zwei Jahren.
Handeland hat über 40 Romane, Novellen und Kurzgeschichten geschrieben.
Handeland ist zweimalige Gewinnerin des Romance Writers of America's RITA Award, 2005 für Wolfskuss in der Kategorie Bester paranormaler Liebesroman und 2007 für The Mommy Quest in der Kategorie Bester langer zeitgenössischer Liebesroman. Sie wurde zudem siebenmal nominiert für den Romantic Times Reviewers' Choice Awards, den sie 2005 für A Soldier's Quest gewann.
Handeland ist verheiratet, hat zwei Söhne und einen Hund.

## Bibliografie

### Romane
- Charlie and the Angel (1995)
- Shadow Lover (1995)
- Full Moon Dreams (1996)
- By Any Other Name (1998)
- Dreams of an Eagle (1998)
- Just After Midnight (1999)
- Mother of the Year (2000)
- Loving a Legend (2000)
- When You Wish (2000)
- Leave It to Max (2001)
- Doctor, Doctor (2001)
- An Outlaw for Christmas (2001)
- A Sheriff in Tennessee (2002)
- The Farmer's Wife (2002)

### Reihen

#### Love Spell
- Second Chance (1994)
- D.J.'s Angel (1995)

#### Rock Creek Six
- Reese (2001)
- Rico (2001)
- Nate (2002)

#### Luchetti Brothers
- The Daddy Quest (2003)
- The Brother Quest (2004)
- The Husband Quest (2004)
- A Soldier's Quest (2005)
- The Mommy Quest (2006)

#### Geschöpfe der Nacht (Night Creature)
Eine Buch-Reihe über eine Gruppe von Werwolf-Jägern, die Jäger-Sucher genannt werden.
- Wolfskuss, 15. Mai 2008 (OT: Blue Moon, 2004)
- Wolfsgesang, 15. August 2008 (OT: Hunter's Moon, 2005)
- Wolfsglut, 15. April 2009 (OT: Dark Moon, 2005)
- Wolfsfieber, 15. September 2009 (OT: Crescent Moon, 2006)
- Wolfsbann, Januar 2010 (OT: Midnight Moon, 2006)
- Wolfspfade, Juli 2010 (OT: Rising Moon, 2007)
- Wolfsdunkel, Mai 2011 (OT: Hidden Moon, 2007)
- Wolfsschatten, Dezember 2011 (OT: Thunder Moon, 2008)
- Wolfsfeuer, Juni 2012 (Marked by the Moon, 2010)
- Wolfsmagie, Dezember 2012 (Moon cursed, 2011)
- Wolfsflüstern, Mai 2013 (Crave the Moon, 2011)

#### Die Phönix-Chroniken (Phoenix Chronicles)
- Asche, 15. August 2009 (OT: Any Given Doomsday, 4. November 2008)
- Glut, März 2010 (OT: Doomsday Can Wait, Mai 2009)
- Blut, Dezember 2010 (OT: Apocalypse Happens, 3. November 2009)
- Fluch, Juni 2011 (OT: Chaos Bites, 27. April 2010)

### Anthologien
- Trick or Treat (1997) (zusammen mit Lark Eden, Stobie Piel und Lynda Trent)
- The Farmer's Wife / Dreamless (2002)
- Then He Kissed Her (2003) (zusammen mit Kate Donovan und Julie Moffett)
- Stroke of Midnight (2004) (zusammen mit Amanda Ashley, L. A. Banks und Sherrilyn Kenyon)
- Wrong Man / Daddy Quest (2004) (zusammen mit Laura Abbot)
- Family of Her Own / Brother Quest (2004) (zusammen mit Brenda Novak)
- Husband Quest / Operation - Texas (2004) (zusammen mit Roxanne Rustand)
- Dates from Hell (2006) (zusammen mit Kelley Armstrong, Kim Harrison und Lynsay Sands)
- Moon Fever (2007) (zusammen mit Caridad Piñeiro, Maggie Shayne und Susan Sizemore)
- No Rest for the Witches (2007) (zusammen mit MaryJanice Davidson, Cheyenne McCray und Christine Warren)

### Sammlungen
- My Big Fat Supernatural Wedding (2006) (zusammen mit L. A. Banks, Jim Butcher, Rachel Caine, P. N. Elrod, Esther Friesner, Charlaine Harris, Sherrilyn Kenyon und Susan Krinard)